# Filippizmus

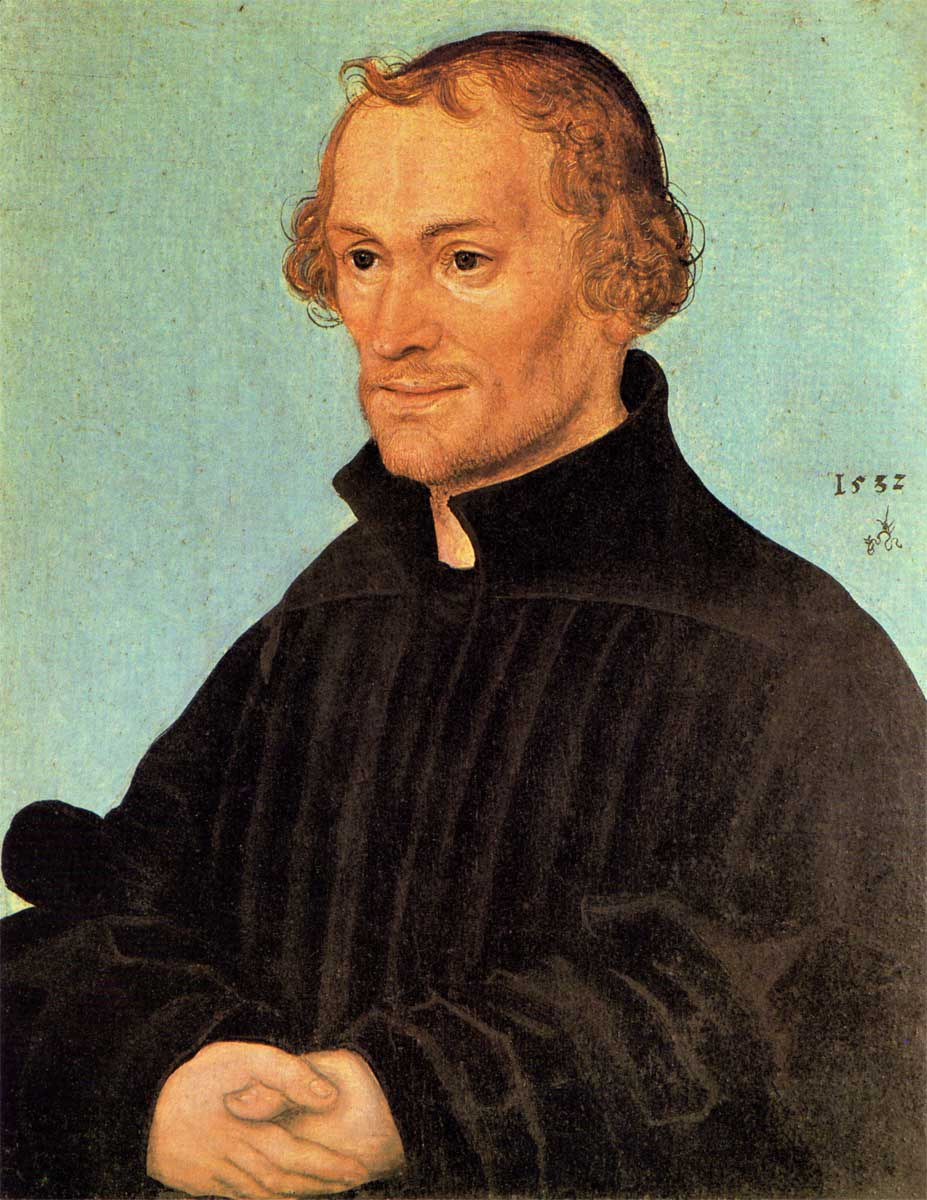
Philipp Melanchthon, 1532

A filippizmus híveit filippistáknak nevezték. Így hívták a 16. század közepén – némileg gúnyosan – Luther elkötelezett követői Philipp Melanchton híveit és követőit, elsősorban a wittenbergi és Lipcsei Egyetem teológusait. Ugyan Luther és Melanchton együtt dolgoztak a reformáció létrejöttén, megerősödésén és megújításán, de nemcsak emberi természetük volt nagyon különböző, hanem teológiai nézeteik is elkezdtek távolodni egymástól. Luther határozottan tiltakozott a svájci reformátorokkal való egyesülés ellen. Melanchton azonban hajlott a reformáció két irányának egyesítésére, Kálvint személyesen is ismerte. Melanchton 1540-ben újra kiadta az ágostai hitvallást, és az úrvacsorától szóló részt a kálvinista úrvacsora-tanhoz igazította. Ez volt a variata confessio.
Luther életében a két hitújító jó személyes viszonyban élt, noha voltak nézeteltéréseik. Azonban Luther halála után (1546) és az 1547-es schmalkaldeni német protestáns vereség után Luther követői – a magdeburgi és jénai teológusok – személyesen támadták Melanchtont, arra hivatkozva, hogy a tiszta evangéliumi hitet egyrészt a kálvinisták, másrészt a katolikusok kedvéért meghamisítja. Ez utóbbival kapcsolatban a katolikus egyház külsőségeire és egyházkormányzási intézményeinek átvételére kell gondolni, amelyet Melanchton a lipcsei interimben jelentetett meg. Melanchtont ebben a tettében a katolikusokkal való jó viszony kialakítása motiválta.
Később azokat az előkelő származású protestáns teológusokat és világi főurakat hívták filippistáknak, akik azon dolgoztak, hogy egyesítsék a protestáns fejedelmeket, és ezáltal ledöntsék a lutheránus és a kálvini felekezetek közötti válaszfalat.